# Arvydas Juozaitis
Arvydas Juozaitis, né le 18 avril 1956 à Vilnius, est un nageur soviétique.

## Carrière
Arvydas Juozaitis participe aux Jeux olympiques d'été de 1976 à Montréal et remporte la médaille de bronze dans l'épreuve du 100 m brasse.